# Robert Hartmann (peintre)
Pour les articles homonymes, voir Hartmann.
Robert Hartmann, né en 1949 à Seßlach (Haute-Franconie), en Bavière, est un artiste peintre allemand.

## Biographie
Robert Hartmann étudie de 1967 à 1969 à la Werkkunstschule de Würzburg et de 1969 à 1974 (avec K.O. Götz, Joseph Beuys et Ole John Pouvlsen) à la Kunstakademie Düsseldorf, où il est diplômé de la master class. Entre 1969 et 1973, il participe aux actions et aux publications du groupe d'artistes YIUP. Avec Werner Reuber et Ulrike Zilly, il fonde le groupe d'artistes « Die Langheimer » en 1982 qui produisent des œuvres d'art, font des campagnes, des expositions, des livres d'artistes et réalisent des films.
Robert Hartmann est membre de l'Association allemande des artistes (Deutscher Künstlerbund) et est président de l'association des artistes "Malkasten". En 2014, il reçoit sa nomination en tant que membre scientifique de l'Académie nationale chinoise de peinture à Pékin. Il vit à Düsseldorf.

## Expositions personnelles (sélection)
- 1970 : Between, Kunsthalle à Düsseldorf
- 1972 : Städtische Galerie Schloss Hardenberg, Velbert
- 1996 : Bakunin : ein Denkmal, Neue Gesellschaft für bildende Kunst, Berlin
- 1998 : Die blinde Sonnenuhr, Holzschnitte, Museum der Stadt Ratingen
- 1999 : Kathedrale des Wassers : Auf der Suche nach dem Geist der Moderne, Wasserspeicher Auf der Hardt, Düsseldorf
- 2007 : Der Einzige und sein Eigentum, Museum Kunst Palast, Düsseldorf, Kunstmuseum Bayreuth
- 2013 : Moderne Malerei, vom Negerkral zum Rittersaal, Museum Bochum
- 2016 : Ohne Raum Ohne Zeit, Tusche trifft Öl, Zhang Jiangzhou und Robert Hartmann, Musée d'Art national de Chine, Peking
- 2018 : Flügelträger auf Reliquiensockel, Stahlskulptur, vor Schloss Dillborn, Brüggen